# Hubneria nitida
Hubneria nitida är en tvåvingeart som beskrevs av Robineau-desvoidy 1847. Hubneria nitida ingår i släktet Hubneria och familjen parasitflugor.
Artens utbredningsområde är Frankrike. Inga underarter finns listade i Catalogue of Life.